# Liste der Bodendenkmäler in Wildsteig
Auf dieser Seite sind die Bodendenkmäler in der oberbayerischen Gemeinde Wildsteig zusammengestellt. Diese Tabelle ist eine Teilliste der Liste der Bodendenkmäler in Bayern. Grundlage ist die Bayerische Denkmalliste, die auf Basis des Bayerischen Denkmalschutzgesetzes vom 1. Oktober 1973 erstmals erstellt wurde und seither durch das Bayerische Landesamt für Denkmalpflege geführt wird. Die folgenden Angaben ersetzen nicht die rechtsverbindliche Auskunft der Denkmalschutzbehörde.

## Bodendenkmäler der Gemeinde

### Bodendenkmäler in der Gemarkung Wildsteig
| Lage                                    | Objekt | Akten-Nr.     | Bild           |
| --------------------------------------- | --- | ------------- | -------------- |
| Wildsteig Kirchbergstraße 37 (Standort) | Untertägige spätmittelalterliche und frühneuzeitliche Befunde im Bereich der katholischen Pfarrkirche St. Jakob in Wildsteig und ihres Vorgängerbaus. | D-1-8231-0092 | weitere Bilder |
| Wildsteig (Standort)                    | Wasserburgstall des hohen oder späten Mittelalters.                                                                                                   | D-1-8331-0006 |                |
| Wildsteig (Standort)                    | Versunkene Einbäume des späten Mittelalters und der frühen Neuzeit.                                                                                   | D-1-8331-0007 |                |
| Wildsteig (Standort)                    | Untertägige frühneuzeitliche Befunde im Bereich der katholischen Ortskapelle in Morgenbach.                                                           | D-1-8331-0021 |                |
| Wildsteig (Standort)                    | Untertägige frühneuzeitliche Befunde im Bereich der katholischen Kapelle Mariä Heimsuchung in Schildschwaig.                                          | D-1-8331-0025 |                |